# Tanda (Uttar Pradesh)
Tanda es una ciudad  situada en el distrito de Ambedkar Nagar en el estado de Uttar Pradesh (India). Su población es de 95516 habitantes (2011). 

## Demografía
Según el  censo de 2011 la población de Tanda era de 95516 habitantes, de los cuales 49429 eran hombres y 46087 eran mujeres. Tanda tiene una tasa media de alfabetización del 67,8%, superior a la media nacional del 59,5%: la alfabetización masculina es del 71,5%, y la alfabetización femenina del 63,8%.